# Крива Руда (озеро)
Крива́ Руда́ — мале (менше 25 га) штучне озеро (став) у Полтавській області, на річці Крива Руда. 
На березі озера розташовані села Гриньки та Горби.
| Україна | Це незавершена стаття з географії України. Ви можете допомогти проєкту, виправивши або дописавши її. |

| Озеро | Це незавершена стаття про озеро . Ви можете допомогти проєкту, виправивши або дописавши її. |